# جون بيفيرلي روبنسون
جون بيفيرلي روبنسون (21 فبراير 1821 في كندا - 19 يونيو 1896 بتورونتو في كندا) هو سياسي ولاعب كريكت كندي.